# Gillian Boxx
Gillian Boxx (Fontana, Californië, 1 september 1973) is een Amerikaans softbalster. Ze won op de Olympische Zomerspelen 1996 in Atlanta een gouden medaille met het Amerikaanse nationaal softbalteam als catcher. Boxx speelde collegiaal softbal aan de Universiteit van Californië in Berkeley van 1992 tot 1995, waar ze een eerste team All-Amerika selectie in 1993 en 1995, en stel zeven scholen records.
Ze is de oudere zus van de Olympische voetbalster Shannon Boxx.
| Logo van de Olympische Spelen | Goud | Zilver | Brons | Logo van de Olympische Spelen |
|                               | 1    | 0      | 0     |                               |